# Campeonato Paulista de Basquete Masculino - Série A-2
O Campeonato Paulista Divisão Especial Série A-2 Masculino corresponde à divisão de acesso à elite do basquete masculino paulista. É disputado ocasionalmente, sendo organizado pela Federação Paulista de Basquete.

## História
A competição foi disputada pela primeira vez em 1988, como Campeonato Paulista da Série A-2. Foi disputada ininterruptamente entre 1991 e 1998 e de 2000 a 2012. Sua edição mais recente foi organizada em 2018.
Na década de 80 e começo dos 90, o Campeonato Estadual da 1.ª Divisão Masculino era o torneio que dava acesso direto à elite do Campeonato Paulista. Em alguns anos, o Campeonato Paulista chegou a ter três divisões estaduais, quando era organizado o Campeonato Estadual da 2.ª Divisão Masculino. Com a primeira edição da Série A-2, o basquete paulista chegou a ter quatro divisões em 1988.
De 2013 a 2015, o Estadual da 1.ª Divisão Masculino deu ao campeão a vaga no Campeonato Estadual Divisão Especial Série A-1 Primeira etapa, uma espécie de repescagem que definia duas equipes para completar os participantes da elite do Campeonato Paulista de Basquete.

## Campeonato Paulista Divisão Especial Série A-2

### Títulos por equipe
| Clube                   | Títulos          |
| ----------------------- | ---------------- |
| XV de Novembro          | 02 (2006 e 2012) |
| T.C. Prudente           | 02 (2007 e 2008) |
| T.C. Campinas           | 01 (1991)        |
| Guaru                   | 01 (1992)        |
| Santo André             | 01 (1993)        |
| Clube 22 de Agosto      | 01 (1994)        |
| Mirassol                | 01 (1995)        |
| Bauru                   | 01 (1996)        |
| Hebraica                | 01 (1997)        |
| Casa Branca             | 01 (1998)        |
| Rio Pardo               | 01 (2000)        |
| Limeira                 | 01 (2001)        |
| Assis                   | 01 (2002)        |
| Databasket/São Bernardo | 01 (2003)        |
| Americana               | 01 (2004)        |
| São José                | 01 (2005)        |
| Clinesp/Artur Nogueira  | 01 (2009)        |
| América                 | 01 (2010)        |
| Palmeiras               | 01 (2011)        |
| UNIFAE                  | 01 (2018)        |

## Campeonato Estadual da 1.ª Divisão

### Títulos por equipe
| Clube            | Títulos          |
| ---------------- | ---------------- |
| XV de Novembro   | 02 (1987 e 2015) |
| Tatuí            | 02 (2020 e 2021) |
| Fupes/Santos     | 02 (2022 e 2023) |
| Rio Claro        | 01 (1981)        |
| Corinthians      | 01 (1982)        |
| Floresta         | 01 (1983)        |
| Pirelli          | 01 (1983)        |
| Minercal         | 01 (1984)        |
| Hebraica         | 01 (1985)        |
| São José         | 01 (1986)        |
| Recreativa       | 01 (1988)        |
| São Paulo        | 01 (1989)        |
| G.E. Neobor      | 01 (1990)        |
| Prudentina       | 01 (1991)        |
| Náutico Itanhaém | 01 (1992)        |
| Lins Basquete    | 01 (2013)        |
| Jacareí          | 01 (2014)        |
| Assis            | 01 (2019)        |

## Campeonato Estadual da 2.ª Divisão

### Títulos por equipe
| Clube                | Títulos   |
| -------------------- | --------- |
| Sifco                | 01 (1984) |
| Lwart/Lwarcel        | 01 (1985) |
| Bancários de Marília | 01 (1986) |
| Cubatão              | 01 (1987) |